# День памяти (Хатыра гюни)
День памяти (туркм. Ýatlama güni) — официальный праздник Туркменистана, отмечаемый 12 января. День памяти установлен в честь событий 1881 года, связанных с экспедицией в Ахал-Теке, когда состоялся штурм крепости Геок-Тепе российской армией. 
В течение длительного времени та часть Средней Азии, где располагалась крепость Геок-Тепе, оставалась источником беспокойства для российских войск. Как утверждают современники, тогда угроза усиления британского влияния на Каспийском море, что было неприемлемо. Кроме того, постоянные набеги местных жителей в лице племени теке под предводительством Дыкмы Сердара на русские поселения требовали немедленных действий.
В итоге были предприняты три русских похода на Ахал-Текинский оазис, последний из которых завершился взятием Геок-Тепе. По имеющимся данным, оборону крепости держали около 30 тысяч человек: 10 тысяч конницы и 20 тысяч пехоты. Подполковнику Гайдарову удалось захватить западную стену. Русские войска теснили противника, который оказывал ожесточённое сопротивление. После длительного сражения текинцы начали отступление через северные проходы, за исключением тех, кто остался в цитадели и погиб, продолжая бой. Генерал Скобелев преследовал отступающих на протяжении 15 вёрст. Штурм тщательно им готовился. В поход на крепость двинулся 13-тысячный отряд. Потери русских войск за время всей осады составили 1 104 человека, в самом штурме приняли участие 7 тысяч воинов, из которых 398 были убиты, включая 34 офицеров. В цитадели были захвачены около пяти тысяч женщин и детей, 500 персидских рабов и добыча, оценённая в 6 миллионов рублей. В конечном итоге, после захвата русской армией крепости Геок-Тепе, повстанцы были вынуждены сдаться, а сам военачальник Овезмурад Дыкма Сердар присягнул на верность русскому императору Александру III. 
Решение официально отмечать 12 января как День памяти было принято в 1990 году первым президентом Туркменистана Сапармуратом Ниязовым. С тех пор эта дата в качестве траурного дня ежегодно является нерабочей в Туркменистане (другой День памяти приходится на 6 октября). В День памяти государственные флаги приспускаются, на туркменском телевидении отменяют трансляцию передач развлекательного характера и фильмы, а в мечетях и православных храмах проводятся молебны и ритуальные трапезы.